# Área de Conservação da Paisagem do Vale do Rio Pirita
A Área de Conservação da Paisagem do Vale do Rio Pirita é um parque natural localizado no Condado de Harju, na Estónia.
A área do parque natural é de 707 hectares.
A área protegida foi fundada em 1957 para proteger o vale do rio Pirita no seu curso médio. Em 1999, a área protegida foi designada como área de conservação paisagística.